# Winschoterdiep

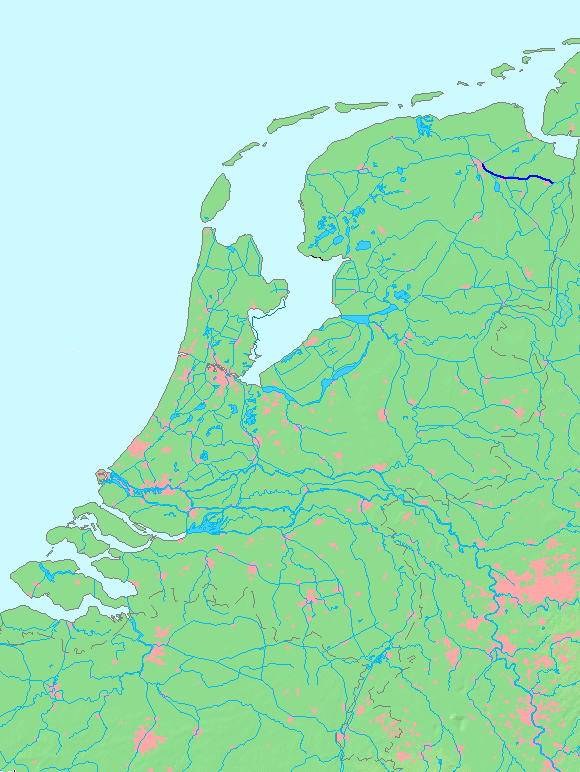
Lage des Winschoterdiep

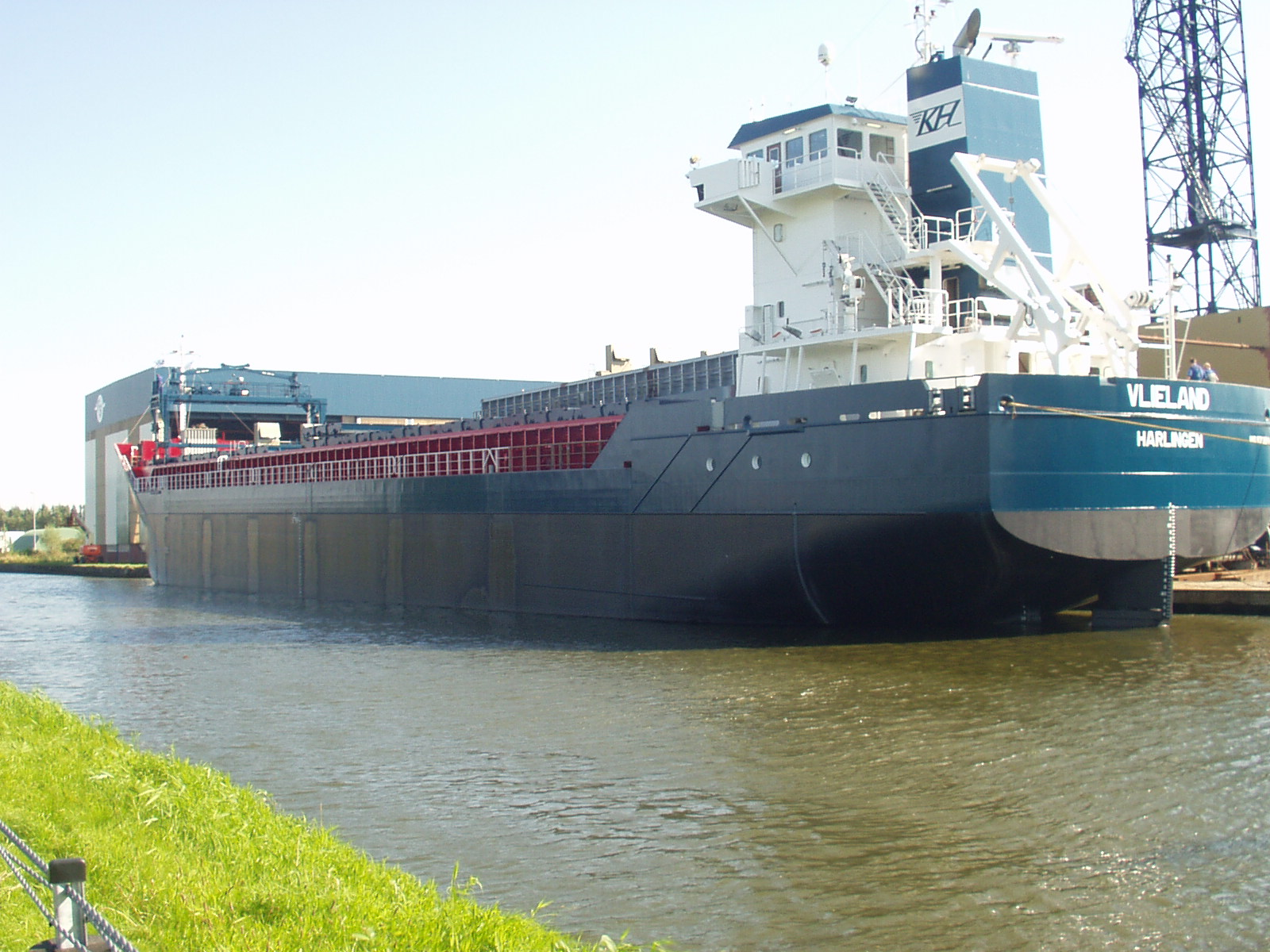
Küstenmotorschiff auf dem Winschoterdiep in einer Werft

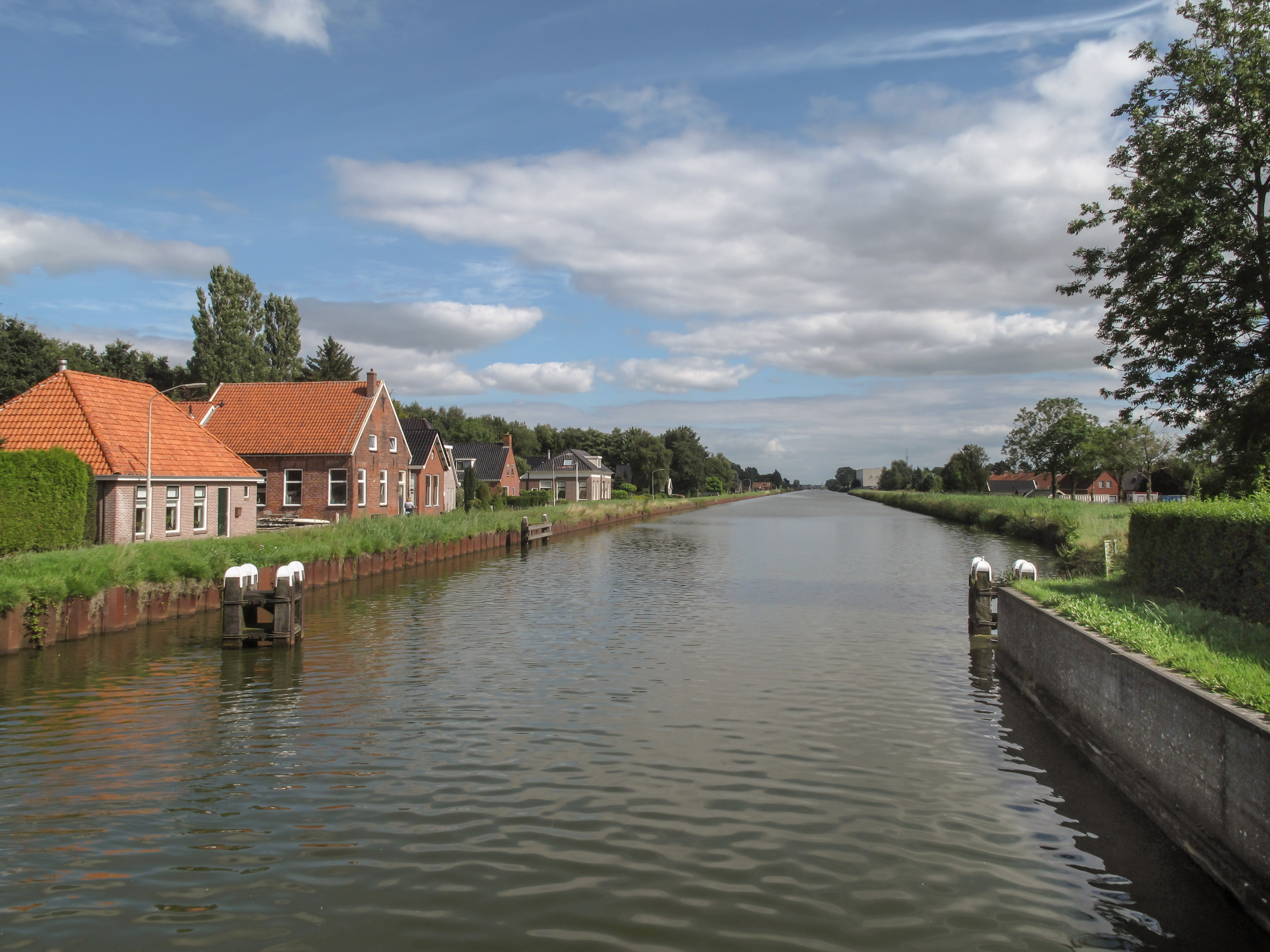
Das Winschoterdiep bei Zuidbroek

Das Winschoterdiep ist ein Kanal in der niederländischen Provinz Groningen. Der Kanal verläuft vom Anschluss an den Emskanal bei Groningen nach Winschoten. Vor Winschoten zweigt ein anderer Kanal in Richtung der Pekel Aa ab. Das Winschoterdiep hat eine Länge von 35,5 km und verfügt über drei Schleusen, zwei davon bei der Abzweigung in den A.G.-Wildervanck-Kanal. Das Winschoterdiep kann von Binnenschiffen mit bis zu 1300 t befahren werden. 16 Brücken spannen sich über den Kanal.
Der Ursprung des Winschoterdiep ist das Teilstück, das zwischen 1618 und 1628 zwischen Foxhol und Zuidbroek als Entwässerungskanal angelegt wurde. Zwischen 1634 und 1636 wurde dieses Stück erweitert, in Richtung Westen bis an die Hunze, und in östlicher Richtung bis nach Winschoten und die Pekel Aa.
Die Trasse des Winschoterdiep wurde im Laufe der Zeit mehrere Male angepasst. Befand sich das Ende des Kanals früher in Oosterhaven in Groningen (Teil des Grachtengürtels um die Groninger Innenstadt), so mündet der Kanal heute 1,5 km weiter östlich in den Van Starkenborghkanaal.
Zwischen Hoogezand und Waterhuizen befinden sich, vor allem bei Foxhol, mehrere Werften, die auf den Bau von Küstenmotorschiffen spezialisiert sind. Die Breite dieser Schiffe wird jedoch durch die Breite der Brücken des Winschoterdiep begrenzt.